# Véranne
Véranne est une commune française située dans le département de la Loire en région Auvergne-Rhône-Alpes. La commune recouvre un certain nombre de hameaux, parmi lesquels le Buisson, le Camier et le Drevet.
Mentionné pour la première fois dans les écrits en 970, le village de Véranne comprend plusieurs sites historiques. Les plus importants sont le château du Buisson, propriété de la famille de Villars puis du baron de Labeau de Bérard, et la chapelle de Saint-Sabin, édifiée au XVIIe siècle. Ses habitants sont appelés les Vérannaires.

## Géographie

### Localisation
Véranne est située dans le département de la Loire, au sein du parc naturel régional du Pilat. La commune est distante d'environ 9 km de Pélussin, le chef-lieu de canton, et à environ 38 km de Saint-Étienne, la préfecture. Elle couvre une superficie de 1 626 hectares.

### Hameaux et lieux-dits

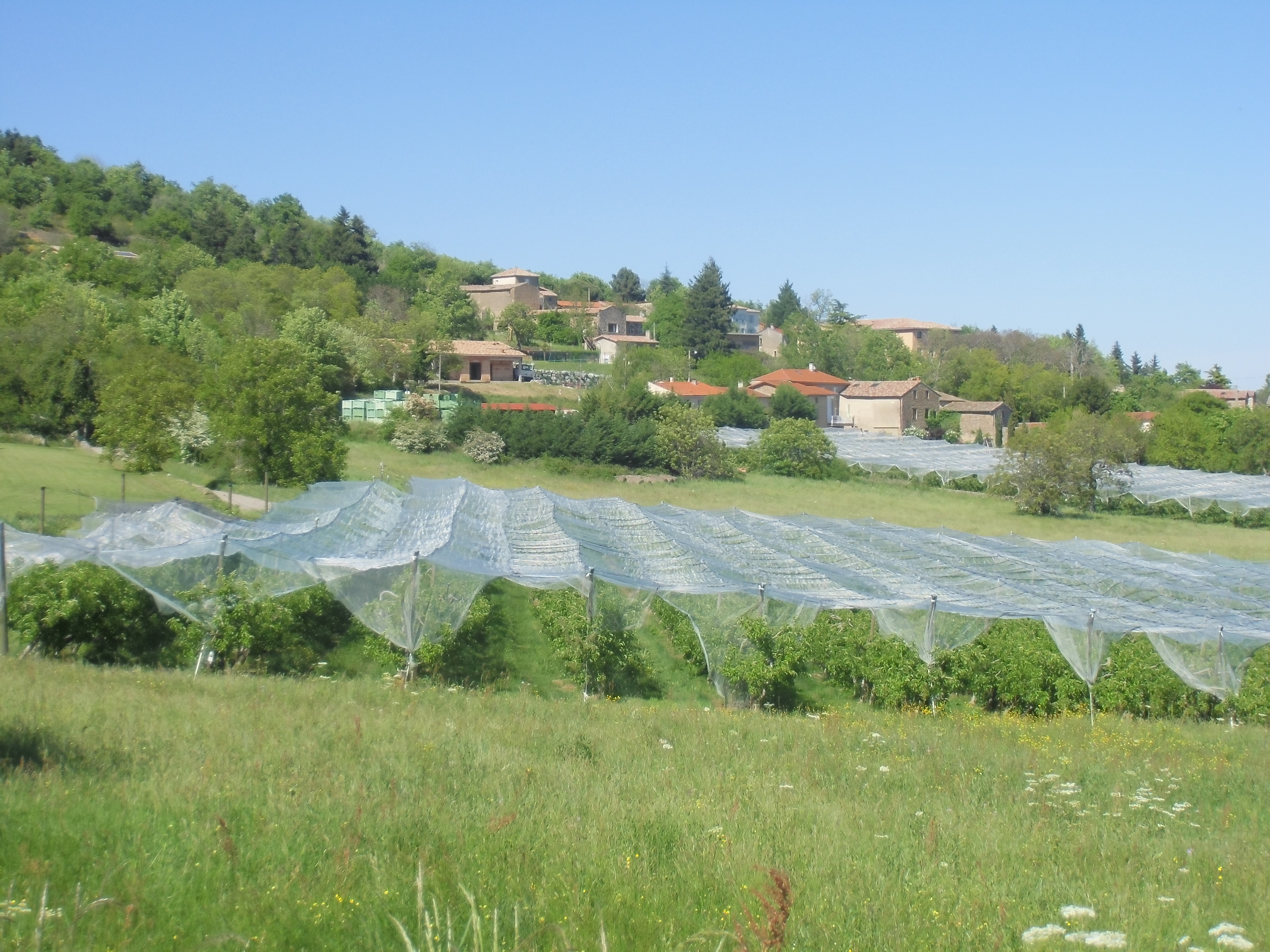
Le hameau du Buisson.

Le village est entouré de nombreux hameaux rattachés à la commune, parmi lesquels le Buisson, le Drevet, le Camier, la Camière, Cubusson, Nurieux, Loye, le Viallon, Paradis, le Prat, le Charamel, la Terrasse, Varizières, la Tronchiat, Plode, la Nordée, chez Rambert, chez Paret, Chaumienne et Saint-Sabin.

### Topographie, géologie et relief

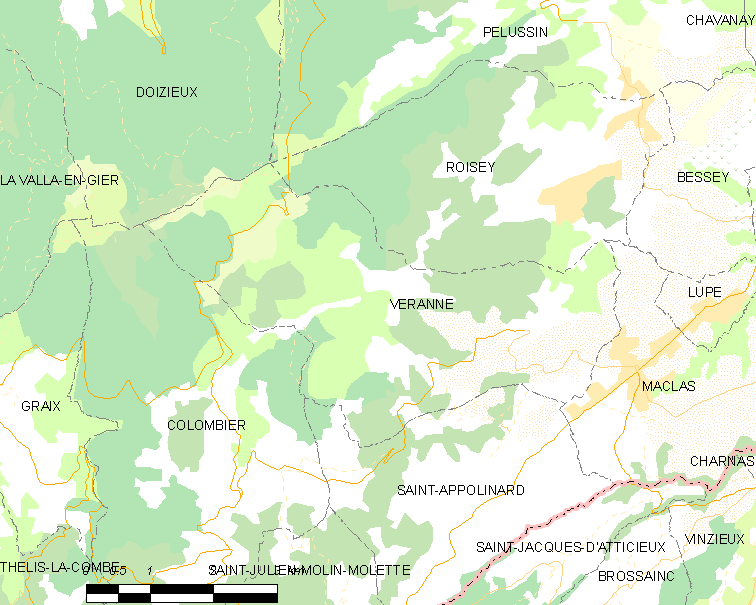
Carte de la commune.

La commune est située au pied du mont Pilat, qui culmine à 1 432 m d'altitude. Le bourg du village est quant à lui positionné à 580 m d'altitude et son point culminant est atteint à 1 391 m au crêt de Botte. Véranne est décrite dans une source comme une « toute petite localité à l'allure déjà méridionale », située dans une « zone de montagne traditionnelle ».

### Hydrographie
La commune est traversée d'ouest en est par deux ruisseaux, le Fayon et le Plode. Le premier prend sa source en contrebas du col du Gratteau, et fait sa jonction avec le Plode entre les hameaux de Loye et du Viallon. Le second cours d'eau jaillit quant à lui non loin du crêt de la Camière.

## Toponymie
Un cartulaire mentionne en l'an 970 le hameau de Varriona,. Le nom évolue ensuite selon les périodes, de Vaironna en 1055 à Vayranna en 1384,. L'orthographe Véranne n'apparaît qu'en 1760.
Le mot Vayranna ou Vayrona signifie « endroit où l'on trouve de l'eau ». Pierre Dumas indique dans son ouvrage qu'il pourrait également se traduire par « source », « fontaine » ou « eau claire ».

## Histoire

### De la Préhistoire au Moyen-Âge
Il subsiste sur la commune des vestiges préhistoriques et antiques mégalithes à cupules, ainsi que des enceintes défensives de l'âge du Fer. Sur le site de la chapelle de Saint-Sabin ont été menées des fouilles archéologiques qui ont mis en évidence la présence de peuples celtes dans la région,.
Le village de Véranne est mentionné dans les documents dès le Xe siècle. Il est à cette époque protégé des attaques des Sarrasins par des fortifications érigées aux hameaux du Buisson et du Camier. L'église, construite vers l'an 870, est rebâtie au XIIIe et XIVe siècles, avant d'être une nouvelle fois restaurée en 1826 puis de 1864 à 1865. Elle fait partie au XIe siècle du diocèse de Vienne et dépend de l'abbaye de Saint-André-le-Bas. La situation change en 1312 lorsque la commune est rattachée au royaume de France et l'église relève alors du prieuré de Saint-Sauveur-en-Rue. La localité est quant à elle placée sous la juridiction de la baronnie de Malleval puis, à partir de 1349, de la seigneurie de Lupé.

### Ancien Régime

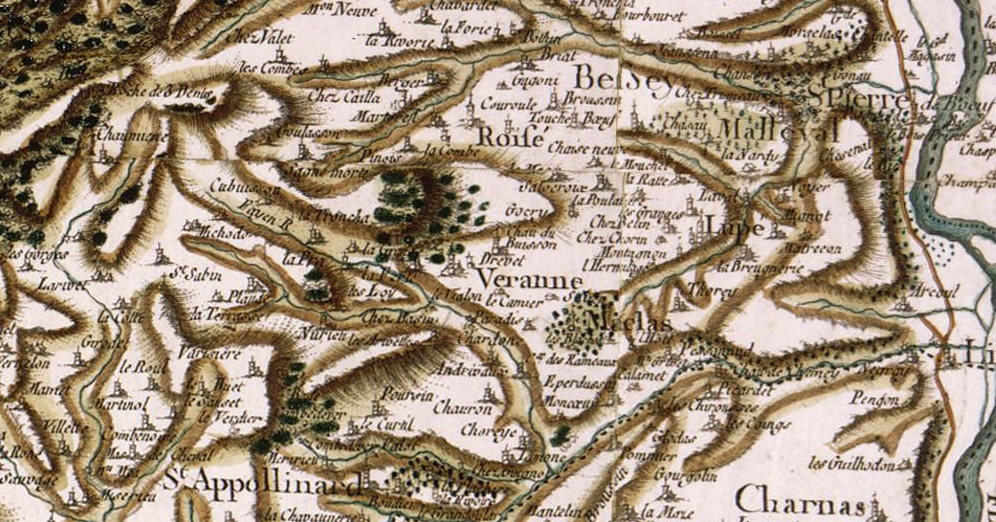
Véranne et ses environs vers 1780 sur la carte de Cassini.

Lors des guerres de religion, Véranne est occupé par les protestants de 1565 à 1567. En 1587, ces derniers reviennent au village et tuent le curé. Sur le plan religieux, la commune dépend de l'archiprêtré de Bourg-Argental, à la différence de la plupart des autres villages qui appartiennent à l'archiprêtré de Condrieu.
En 1632, Claude de Villars, grand-père du maréchal de Villars, commence la construction du château du Buisson après s'être porté acquéreur des terres de Maclas, Véranne, Roisey et Saint-Appolinard auprès de la famille de Fay, propriétaire de la baronnie de Malleval. Ces terres constituent par la suite la baronnie de Maclas, dont la création remonte au règne de Louis XIII selon Pierre Dumas ou en 1665 selon une autre source. À la mort de Claude en 1662, son fils Pierre de Villars hérite du château mais pour peu de temps seulement : le domaine est en effet cédé en 1665 pour 69 000 livres à François de Labeau de Bérard, issu d'une famille noble originaire d'Avignon. Celui-ci le revend à son tour en 1670 à Nicolas de Fontanès, seigneur de la Valette à Pélussin, avant de le racheter à nouveau quelques années plus tard, probablement à un prix très inférieur à celui de 1665, le nouveau propriétaire étant criblé de dettes,. La construction du domaine est achevée vers 1730 ou 1770.
En ce qui concerne l'activité économique, la captation de l'eau charriée par les ruisseaux au moyen de petits canaux et de retenues, destinés à faire tourner les meules à farines, est attestée au moins depuis le XVIIe siècle. La réponse faite en 1697 par le curé de Véranne au questionnaire d'Henri-François Lambert d'Herbigny, intendant de Lyon, révèle cependant une situation difficile au village : « laboureurs, journaliers, quelques femmes et filles qui s'occupent à dévuider de la soye qu'elles vont quérir à Pélussin ou à Saint-Chamond, où elles ne peuvent pas gagner leur vie, ce qui fait que nous avons beaucoup de pauvres ». De 1709 à 1710, la commune est durement touchée par le grand hiver qui entraîne sur deux ans la mort de 87 personnes pour seulement 34 naissances ; à ce bilan s'ajoute la mort de 67 enfants provenant de l'Hôtel-Dieu de Lyon et élevés dans des familles de Véranne. La courbe des décès retombe ensuite jusqu'à rejoindre celle des naissances en 1711. Au hameau de Paradis fonctionne un moulin à eau dont l'existence est attestée à partir de 1726. Vers 1737, un groupe de religieuses s'installe au Drevet et est affilié, à partir de 1823, à la congrégation des sœurs du Sacré-Cœur de Saint-Sauveur-en-Rue. Sous la Révolution française, une des cloches de l'église est démontée pour être fondue afin de servir à la fabrication de canons. Décision est également prise, en novembre 1799, de construire une route reliant Maclas à Véranne.

### Époque contemporaine

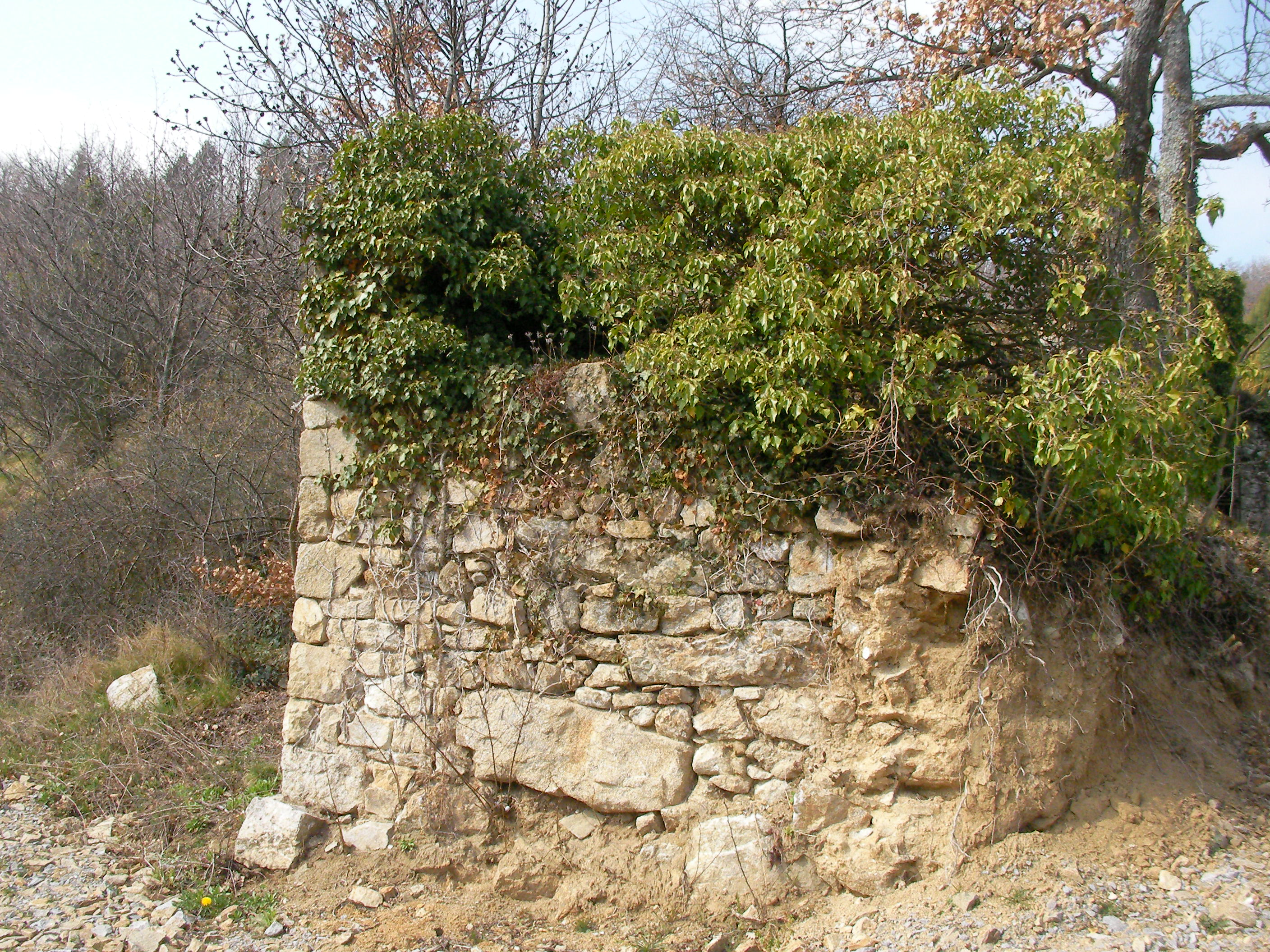
Vestige d'un mur d'enceinte du château du Buisson.

Au XIXe siècle, la région bénéficie d'un essor économique grâce à l'industrie du tissage. Vers 1820, la famille de Labeau de Bérard quitte le château du Buisson. Racheté par le négociant lyonnais Ajac qui le reconvertit en fabrique de tissage, le bâtiment brûle en 1831. Le travail de la soie continue néanmoins à se développer sur le territoire de la commune, parallèlement au moulinage. Au début du XXe siècle, l'industrie textile concerne une centaine de personnes, ce qui en fait la principale activité du village avec l'agriculture. Ainsi, selon Pierre Dumas et Joseph Boucher, « on peut penser que les usines et ateliers de Véranne employaient vers 1914 de 150 à 200 personnes ». L'usine Matrat, construite en 1876, emploie par exemple 57 ouvrières à son apogée. En 1903, une machine à vapeur y est installée pour remplacer le système d'alimentation en eau. Deux autres usines, Révollon et Viornery, bénéficient également de cette technique laquelle entraîne dans le même temps le déclin du moulinage. L'industrie textile perdure jusqu'en 1996, date de la fermeture de la dernière usine. La culture de la vigne, bien présente dans la commune et ses alentours, est en revanche considérablement affectée par une épidémie de mildiou en 1847 et par l'arrivée du phylloxéra dans les années 1890, ce qui entraîne une forte chute des rendements.
En 1904, l'électricité est installée dans tout le canton de Pélussin mais tarde à s'implanter à Véranne ; l'éclairage électrique finit par être inauguré dans le bourg en janvier 1909, mais le hameau du Buisson n'est rattaché au réseau qu'en 1935 et il faut attendre 1956 pour qu'il reçoive l'eau courante. Le patois du pilat, déjà en déclin au début du siècle dans la région du plateau intermédiaire, recule fortement après la Première Guerre mondiale : le nombre de patoisants nés après le conflit diminue progressivement jusqu'à disparaître presque complètement après la guerre de 1939-1945. Les causes de cet abandon sont multiples et tiennent tout à la fois à la diminution du nombre des agriculteurs, aux migrations des populations — qui se développent durant l'entre-deux-guerres — et à la proximité du plateau intermédiaire du Pilat avec les grands axes de communication de la vallée du Rhône qui favorisent la pénétration du français au détriment du parler local. Entre 1914 et 1918, 34 hommes de la commune sont tués au combat, soit 13 % des hommes en âge de faire fonctionner l'économie locale. La Seconde Guerre mondiale coûte quant à elle la vie à un habitant, mort en 1940.
Cependant, Véranne, comme les autres communes du canton, franchit sans trop de péripéties ces deux conflits, notamment grâce à la diversité de son agriculture qui permet d'atténuer les effets des restrictions. Les deux principales activités économiques sont alors l'élevage et l'exploitation forestière. La période est cependant marquée par des difficultés d'ordre démographique caractérisées par un exode rural et un vieillissement de la population. L'agence postale qui existait depuis 1908 ferme ses portes en décembre 1986. La tempête de 1999 fait d'importants dégâts, avec 15 hectares de forêt ravagés. Aujourd'hui, la commune est un site très fréquenté des randonneurs ainsi qu'un centre de villégiature.

## Politique et administration

### Tendances politiques et résultats
En 2017, la commune comptait 643 inscrits sur les listes électorales.
Lors du premier tour de l'élection présidentielle de 2017, Jean-Luc Mélenchon (La France insoumise) arrive en tête avec 25,98 % des votes exprimés. Il est suivi par Emmanuel Macron (En marche !) avec 20,93 % et Marine Le Pen (Front national) avec 20 %. Viennent ensuite François Fillon (Les Républicains) avec 13,83 %, Benoît Hamon (Parti socialiste) avec 7,66 %, Nicolas Dupont-Aignan (Debout la France) avec 7,29 %, Jean Lassalle (Résistons) avec 2,24 % et Philippe Poutou (Nouveau Parti anticapitaliste) avec 1,31 %. La participation au premier tour était de 84,91 % dont 1,71 % de bulletins blancs et nuls. Au second tour la participation est plus faible avec 81,96 % de votants dont 12,76 % de votes blancs ou nuls. Emmanuel Macron remporte 65,39 % des voix exprimées au second tour.
Lors du premier tour de l'élection présidentielle de 2012, Nicolas Sarkozy (Union pour un mouvement populaire) arrive en tête avec 24,90 % des votes exprimés. Il est suivi par François Hollande (Parti socialiste) avec 22,78 % et Jean-Luc Mélenchon (Front de gauche) avec 15,25 %. Viennent ensuite Marine Le Pen (Front national) avec 14,29 %, François Bayrou (Mouvement démocrate) avec 11,97 %, Eva Joly (Europe Écologie Les Verts) avec 5,41 % et Nicolas Dupont-Aignan (Debout la France) avec 4,83 %. La participation au premier tour était de 86,51 % dont 1,32 % de bulletins blancs et nuls. Au second tour, François Hollande devance Nicolas Sarkozy avec 53,86 % des suffrages. La participation est de 85,53 % de votants dont 6,74 % de votes blancs ou nuls ; l'abstention est de 14,47 %.
Lors du premier tour de l'élection présidentielle de 2007, Ségolène Royal (Parti socialiste) arrive en tête en récoltant 26,31 % des voix. Elle est suivie par Nicolas Sarkozy (Union pour un mouvement populaire) avec 24,7 %, François Bayrou (Union pour la démocratie française) avec 22,49 % et Jean-Marie Le Pen (Front national) avec 10,44 %. L'abstention était de 10 %. Au second tour, Ségolène Royale arrive une nouvelle fois en tête avec 53 % des voix, l'abstention étant alors de 11,07 %.

### Liste des maires
| Période      | Période    | Identité                                  | Étiquette | Qualité     |
| ------------ | ---------- | ----------------------------------------- | --------- | ----------- |
| 1790         | 1792       | Pierre Oriol de Saint-Sabin               |           |             |
| 1793         | 1797       | Jean François Jurie des Camiers           |           |             |
| 1797         | 1798       | Jean Antoine Panel                        |           |             |
| 1798         | 1800       | Étienne Garde                             |           |             |
| 1800         | 1804       | Jean Marc Caillet                         |           |             |
| 1805         | 1808       | Jean François Béraud                      |           |             |
| 1808         | 1816       | Joseph de Labeau de Bérard                |           |             |
| 1816         | 1827       | Jean François Béraud                      |           |             |
| 1827         | 1831       | Jean François Alexandre Jurie des Camiers |           |             |
| 1831         | 1841       | Jean Claude Béraud                        |           |             |
| 1841         | 1843       | Gaspard Chanjon                           |           |             |
| 1843         | 1848       | Jean Claude Verney                        |           |             |
| 1848         | 1860       | Joseph Berlier                            |           |             |
| 1860         | 1861       | Jean Antoine Cognet                       |           |             |
| 1861         | 1870       | Jean Louis Mallecour                      |           |             |
| 1870         | 1871       | Pierre Chaize                             |           |             |
| 1871         | 1884       | Jean Louis Mallecour                      |           |             |
| 1884         | 1886       | Antoine Cellard                           |           |             |
| 1886         | 1892       | Isidore Brondelle                         |           |             |
| 1892         | 1895       | Jean Louis Rivory                         |           |             |
| 1895         | 1904       | Jean Antoine Dumas                        |           |             |
| 1904         | 1907       | Jean Louis Mallecour                      |           |             |
| Janvier 1908 | Mai 1908   | Jean Antoine Dumas                        |           |             |
| 1908         | 1912       | Jean Louis Desseux                        |           |             |
| 1912         | 1914       | Mathieu Rivory                            |           |             |
| 1914         | 1919       | Jean Louis Corompt                        |           |             |
| 1919         | 1927       | Jean Baptiste Dumas                       |           |             |
| 1927         | 1959       | Jean Pierre Dumas                         |           |             |
| 1959         | 1977       | Albert Flacher                            |           |             |
| 1977         | 1995       | Joseph Boucher                            | DVD       |             |
| Mars 1995    | Avril 2014 | Hubert Dumas                              |           |             |
| Avril 2014   | Mai 2020   | Gabriel Roudon                            |           | Électricien |
| Mai 2020     | En cours   | Michel Borel                              |           |             |

## Population et société

### Démographie

#### Évolution démographique
L'évolution du nombre d'habitants est connue à travers les recensements de la population effectués dans la commune depuis 1793. Pour les communes de moins de 10 000 habitants, une enquête de recensement portant sur toute la population est réalisée tous les cinq ans, les populations de référence des années intermédiaires étant quant à elles estimées par interpolation ou extrapolation. Pour la commune, le premier recensement exhaustif entrant dans le cadre du nouveau dispositif a été réalisé en 2005.

En 2022, la commune comptait 917 habitants, en évolution de +10,48 % par rapport à 2016 (Loire : +1,32 %, France hors Mayotte : +2,11 %).
| 1793 | 1800 | 1806 | 1821 | 1831 | 1836 | 1841 | 1846 | 1851 |
| ---- | ---- | ---- | ---- | ---- | ---- | ---- | ---- | ---- |
| 600  | 703  | 958  | 930  | 865  | 915  | 894  | 944  | 916  |

| 1856 | 1861 | 1866 | 1872 | 1876 | 1881 | 1886 | 1891 | 1896 |
| ---- | ---- | ---- | ---- | ---- | ---- | ---- | ---- | ---- |
| 930  | 905  | 908  | 860  | 854  | 876  | 895  | 871  | 798  |

| 1901 | 1906 | 1911 | 1921 | 1926 | 1931 | 1936 | 1946 | 1954 |
| ---- | ---- | ---- | ---- | ---- | ---- | ---- | ---- | ---- |
| 762  | 765  | 783  | 637  | 590  | 563  | 558  | 504  | 501  |

| 1962 | 1968 | 1975 | 1982 | 1990 | 1999 | 2005 | 2006 | 2010 |
| ---- | ---- | ---- | ---- | ---- | ---- | ---- | ---- | ---- |
| 507  | 478  | 429  | 452  | 506  | 582  | 669  | 667  | 808  |

| 2015 | 2020 | 2022 | - | - | - | - | - | - |
| ---- | ---- | ---- | - | - | - | - | - | - |
| 829  | 898  | 917  | - | - | - | - | - | - |

#### Pyramide des âges
La population de la commune est relativement jeune.
En 2018, le taux de personnes d'un âge inférieur à 30 ans s'élève à 31,7 %, soit en dessous de la moyenne départementale (35,0 %). À l'inverse, le taux de personnes d'âge supérieur à 60 ans est de 26,0 % la même année, alors qu'il est de 28,4 % au niveau départemental.
En 2018, la commune comptait 427 hommes pour 429 femmes, soit un taux de 50,12 % de femmes, légèrement inférieur au taux départemental (51,65 %).
Les pyramides des âges de la commune et du département s'établissent comme suit.
| Hommes | Classe d’âge | Femmes |
| ------ | ------------ | ------ |
| 0,4    | 90 ou +      | 0,7    |
| 4,0    | 75-89 ans    | 4,2    |
| 22,5   | 60-74 ans    | 20,0   |
| 22,5   | 45-59 ans    | 20,0   |
| 21,0   | 30-44 ans    | 21,1   |
| 9,8    | 15-29 ans    | 12,0   |
| 19,6   | 0-14 ans     | 22,0   |

| Hommes | Classe d’âge | Femmes |
| ------ | ------------ | ------ |
| 0,8    | 90 ou +      | 2,3    |
| 8      | 75-89 ans    | 11     |
| 17,1   | 60-74 ans    | 18,2   |
| 19,5   | 45-59 ans    | 18,7   |
| 17,5   | 30-44 ans    | 17     |
| 17,9   | 15-29 ans    | 16     |
| 19     | 0-14 ans     | 16,8   |

### Enseignement

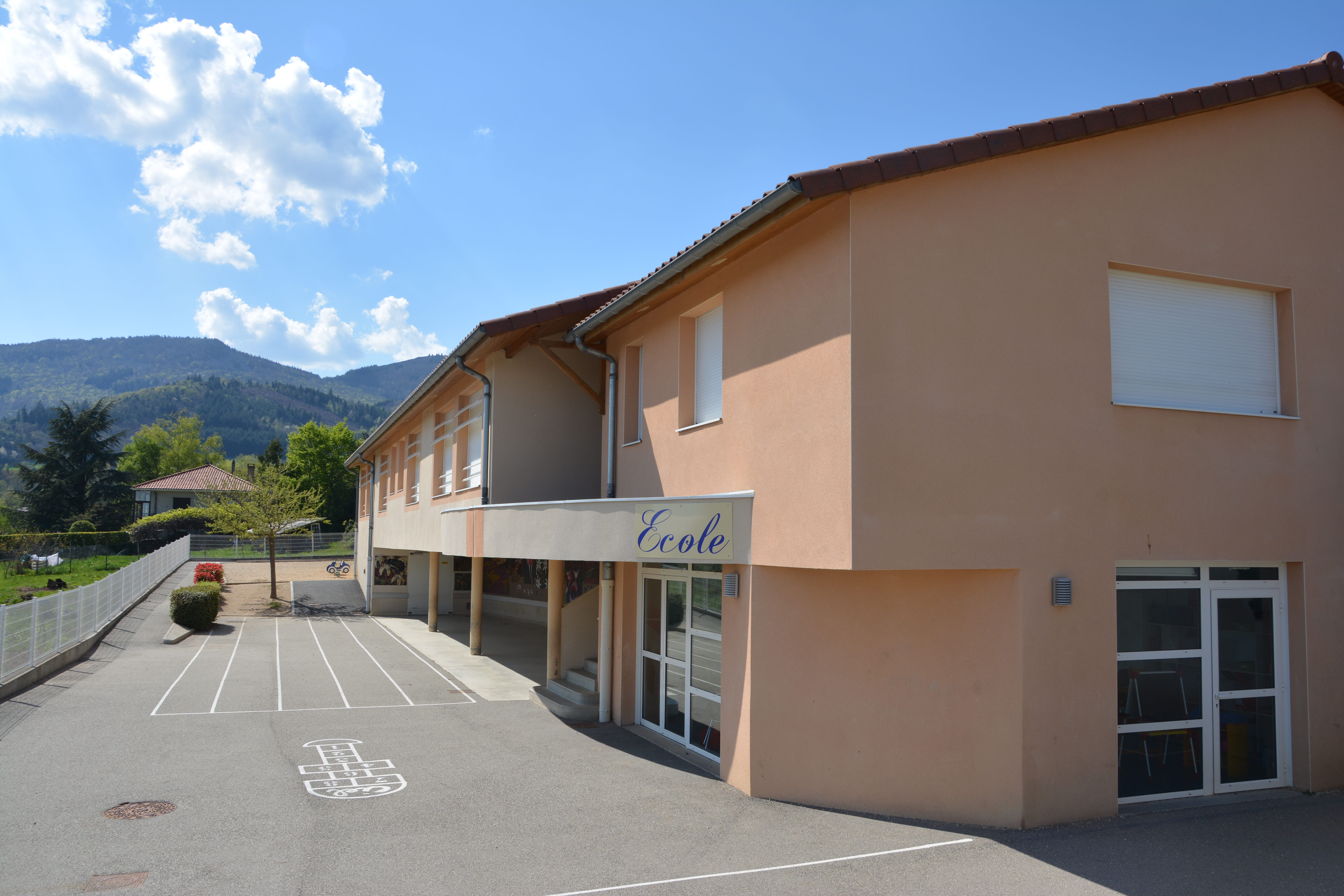
L'école primaire de Véranne.

Véranne relève de l'académie de Lyon. La commune dispose d'une école primaire, bâtie en 2005 et accueillant 78 élèves en 2012, de la petite section au CE1. La bibliothèque municipale était accolée au bâtiment et a déménagé pour se trouver actuellement à côté de la mairie.
La construction d'une école est envisagée dès 1841 par le maire de l'époque. Un premier édifice est bâti dans les années suivantes, mais il se révèle rapidement inadapté. Un nouveau projet est élaboré en 1867 mais à cause de tergiversations entre les administrations successives et les différents architectes, ce n'est que vingt ans plus tard, en 1887, qu'un établissement scolaire pour garçons voit le jour. Une école de filles tenue par des religieuses ouvre également ses portes au Drevet : active de 1862 à 1907, elle est rouverte en 1921 avant de fermer définitivement dans les années 1970.
En 2016, plus de la moitié de la population de la commune (51,6 %) possède un diplôme de niveau baccalauréat.
| Véranne                     | 23,9 % | 24,5 % | 17,3 % | 34,3 % |
| Sources des données : Insee |        |        |        |        |

### Climat
Pour des articles plus généraux, voir Climat d'Auvergne-Rhône-Alpes et Climat de la Loire.
En 2010, le climat de la commune est de type climat océanique dégradé des plaines du Centre et du Nord, selon une étude du Centre national de la recherche scientifique s'appuyant sur une série de données couvrant la période 1971-2000. En 2020, Météo-France publie une typologie des climats de la France métropolitaine dans laquelle la commune est exposée à un climat de montagne ou de marges de montagne et est dans une zone de transition entre les régions climatiques « Nord-est du Massif Central  » et « Sud-est du Massif Central ». 
Pour la période 1971-2000, la température annuelle moyenne est de 10,8 °C, avec une amplitude thermique annuelle de 17,2 °C. Le cumul annuel moyen de précipitations est de 889 mm, avec 9,2 jours de précipitations en janvier et 6,1 jours en juillet. Pour la période 1991-2020, la température moyenne annuelle observée sur la station météorologique de Météo-France la plus proche, « Pilat Graix », sur la commune de Graix à 8 km à vol d'oiseau, est de 8,0 °C et le cumul annuel moyen de précipitations est de 1 019,3 mm,. Pour l'avenir, les paramètres climatiques de la commune estimés pour 2050 selon différents scénarios d'émission de gaz à effet de serre sont consultables sur un site dédié publié par Météo-France en novembre 2022.

## Urbanisme

### Typologie
Au 1er janvier 2024, Véranne est catégorisée commune rurale à habitat dispersé, selon la nouvelle grille communale de densité à sept niveaux définie par l'Insee en 2022.
Elle appartient à l'unité urbaine de Pélussin, une agglomération intra-départementale regroupant six  communes, dont elle est une commune de la banlieue,,. La commune est en outre hors attraction des villes,.

## Économie
En 2016, le taux d'activité des 15 à 64 ans s'élevait à 76,1 %, supérieur à la moyenne départementale (72,7 %). Le taux de chômage s'élevait à 4,6 %, très inférieur aux 10 % de la moyenne départementale à la même époque.
En 2013, les productions sont pour près de 34 % liées à l'agriculture (nombreux vergers de pommiers, bovins…). Le secteur commercial, ainsi que les entreprises de transports et d'automobiles assurent également 46 % des activités du village. Les autres secteurs d'emploi sont l'industrie (4,8 %), l'immobilier (environ 10 %), ainsi que l'enseignement, la santé et l'administration locale.

## Culture locale et patrimoine

### Lieux et monuments
- Église Saint-Maurice de Véranne.

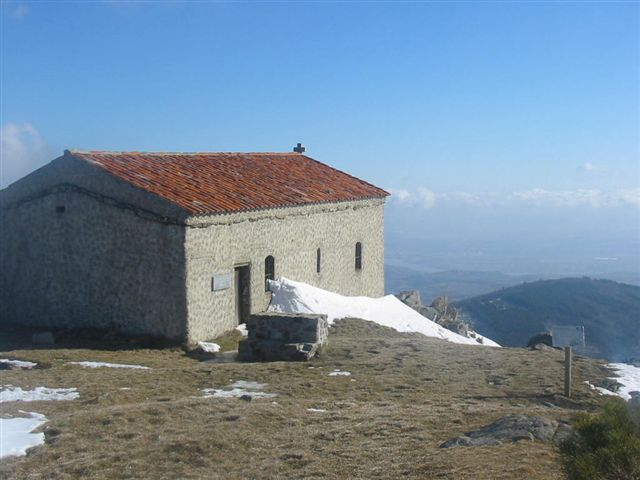
La chapelle de Saint-Sabin.

- La première chapelle de Saint-Sabin aurait été édifiée à l'emplacement d'un édifice païen vers le IVe siècle, avant d'être probablement détruite par des soldats sarrasins. Un nouveau bâtiment est érigé entre le XIIIe siècle et le XIVe siècle, faisant partie à ce moment « du fief de La Prat situé entre la Chapelle et Véranne, possessions de la famille de la Barge »[Dumas 23]. Son existence est attestée dès 1317. L'actuelle chapelle rustique Saint-Sabin est édifiée en 1683 ; les statues de saint Sabin et de sainte Sabine datent probablement de la même époque. Aujourd'hui, la chapelle est un lieu de pèlerinage à l'occasion des lundis de Pentecôte, où les personnes invoquent la protection de leur bétail[Dumas 24]. Le site offre par ailleurs une vue remarquable sur les territoires alentour, notamment l'Ardèche, le Vivarais et une partie de la vallée du Rhône[55].

Au sommet du crêt de l'Œillon, à environ 1 370 m d'altitude, se trouve une croix en pierre de dix mètres de haut, érigée en 1867, ainsi qu'une table d'orientation. L'accès est facile depuis le col de l'Œillon (1235 m) emprunté par le Tour de France et en limite nord-ouest de la commune.
Parmi les autres monuments notables de la commune figure également le pont en pierre de Paradis, situé au sud-ouest de la localité, en raison de son ancienneté et de sa structure particulière — sans liant ni mortier.

### Personnalités liées à la commune
- Pierre de Villars (1623-1698), diplomate et conseiller d'État. Il loge au château du Buisson à partir de 1662, en tant que propriétaire de la baronnie de Maclas, mais est contraint de revendre ses terres en 1665. Son fils Claude Louis Hector, futur maréchal de France, est alors âgé de 12 ans[Dumas 15].
- Tony Garnier (1869-1948), architecte et urbaniste. Ses parents ont résidé dans un premier temps à Lyon avant de s'installer au Buisson, sur la commune de Véranne, d'où sa mère Claudine est originaire. L'architecte rend par la suite régulièrement visite à son père, qui passe tous les étés dans cette résidence de campagne afin de s'y adonner à la peinture et à la promenade en forêt[56].